# بلاروس‌فیلم

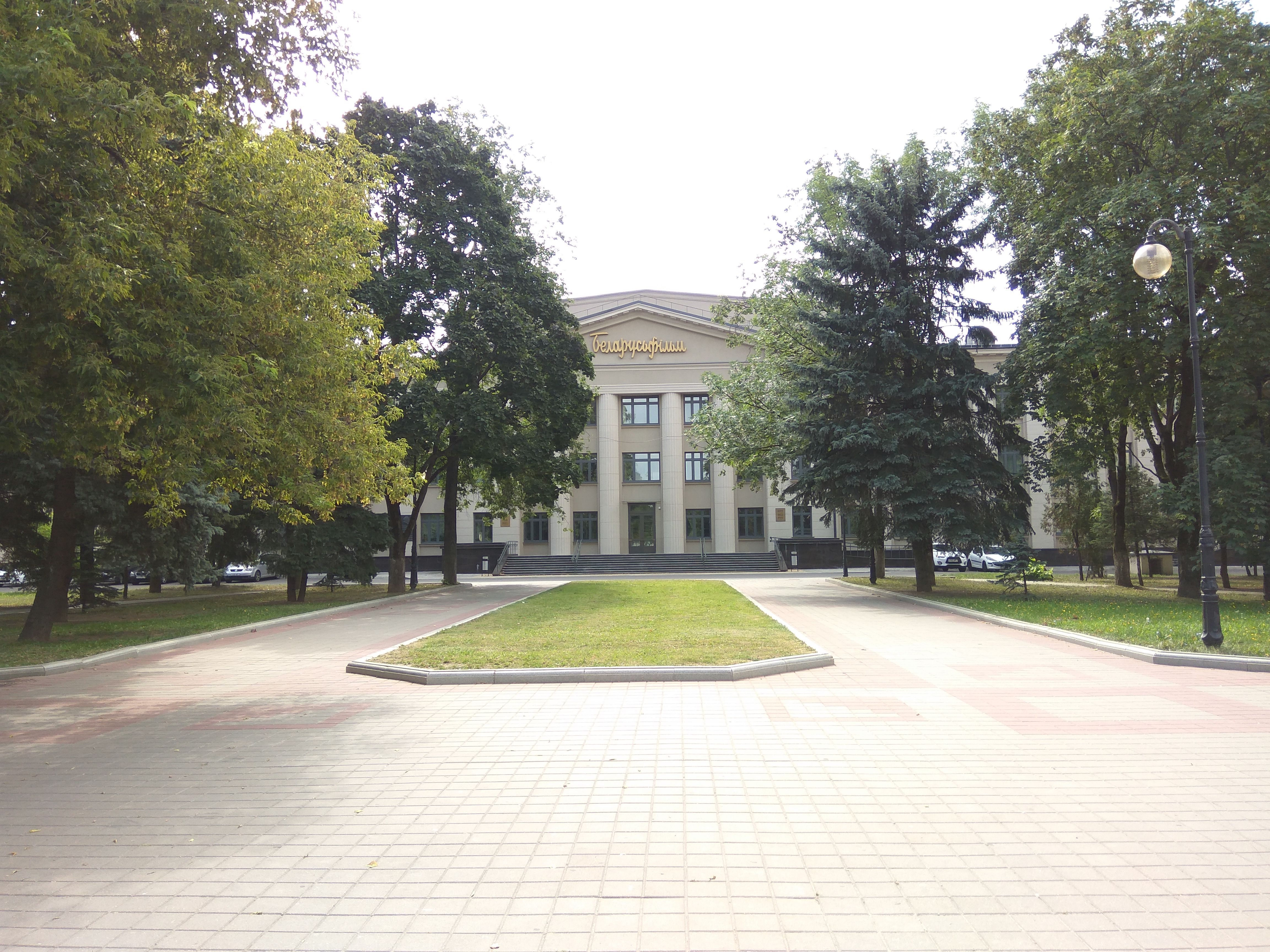
ساختمان مرکزی بلاروس‌فیلم در مینسک

بلاروس‌فیلم به یک استودیوی فیلم‌سازی در بلاروس واقع در شهر مینسک اشاره دارد.

## پیشینه
بلاروس‌فیلم در سال ۱۹۲۴ تحت عنوان بلگوسکینو افتتاح شد. در سال ۱۹۲۸، استودیوی بلاروس شوروی در لنینگراد تأسیس گردید. این استودیو در سال ۱۹۳۹ به مینسک منتقل شد. هم‌زمانی این انتقال با شروع جنگ جهانی دوم باعث شد تولید فیلم بلند سینمایی در این استودیو به مدت ۵ سال تعطیل شود. اگرچه تولید فیلم‌های کوتاه داستانی و مستند ادامه یافت. از ۱۹۴۶ استودیو با نام فعلی بلاروس‌فیلم دوباره شروع به کار کرد.
در زمان اتحاد جماهیر شوروی، به دلیل تولید گسترده فیلم‌هایی که مبارزات پارتیزان‌های شوروی علیه ارتش نازی را به تصویر می‌کشید؛ به این استودیو به‌طور غیررسمی پارتیزان‌فیلم گفته می‌شد.

## تولید انیمیشن
با این همه بلاروس‌فیلم همواره به عنوان یک استودیوی موفق در تولید فیلم‌های انیمیشن کوتاه مرتبط با کودکان همواره آوازه داشت.
از ۱۹۲۸ تا ۲۰۱۴ این استودیو ۱۳۱ فیلم انیمیشن ساخته‌است. تولید انیمیشن بلند اما طی بازه ۱۹۶۳ تا ۱۹۷۲ در دستور کار این کمپانی قرار گرفت و پس از آن با همکاری سایوزمولتفیلم تولید انیمیشن بلند به بار نشست.
تاکنون آنچه در بلاروس‌فیلم ساخته شده عمدتاً به جای زبان بلاروسی، آثاری به زبان روسی است. بلاروس‌فیلم همچنین از برگزارکنندگان جشنواره بین‌المللی فیلم مینسک است که هر ساله در نوامبر و در شهر مینسک برگزار می‌شود.

## کاگردان‌ها و آثار مهم
از مهمترین کارگردان‌هایی که در بازه زمانی مختلف در بلاروس‌فیلم مشغول به کار بودند الکساندر فاینتسیمر، اولگ فرلیخ، ولادیمیر رُستیسلاوُویچ گاردین، گریگوری روشال و میخائیل ورنر قابل اشاره هستند. در دوره اتحاد جماهیر شوروی بلاروس‌فیلم ۲۲ فیلم بلند سینمایی برای اکران در سراسر روسیه تولید کرد. این تعداد در مورد انیمیشن‌های کوتاه بلند ۹۰ اثر است.
از فیلم‌های قبل از استقلال، بیا و بنگر (۱۹۸۵) ساخته الم کلیموف یکی از مشهورترین فیلم‌های تولید شده در بلاروس‌فیلم است. فیلمی در ژانر درام جنگی که به دوران اشغال بلاروس شوروی به دست نیروهای آلمان نازی در طول جنگ جهانی دوم می‌پردازد.
از آثار تولید شده پس از استقلال نیز ۲ فیلم قلعه جنگ (۲۰۱۰) ساخته الکساندر کوت و در مه (۲۰۱۲) ساخته سرگئی لوزنیتسا از شاخص‌ترین‌ها به‌شمار می‌آیند.
پس از استقلال بلاروس، و تا سال ۲۰۱۴، ۱۲ اثر سینمایی توسط بلاروس‌فیلم ساخته شده و سهم سینمای انیمیشن نیز ۴۰ اثر برآورد شده‌است.